# Râul Scărișoara, Valea lui Iovan
Râul Scărișoara sau Râul Scărița este un curs de apă, fiind unul din brațele care formează Râul Valea lui Iovan. Unii cartografi consideră că râul Scărișoara este de fapt cursul principal al râului Valea lui Iovan, fiind de fapt denumirea cursului superior. 

## Hărți
- Harta Munții Godeanu  Arhivat în 11 octombrie 2008, la Wayback Machine.